# Liberyjska Premier League
Premier League jest najwyższą piłkarską klasą rozgrywkową na Liberii. Liga powstała w 1956 roku.

## Drużyny w sezonie 2011
- Barrack Young Controllers
- Fatu FC
- Green Pasture FC
- Invincible Eleven Monrovia
- Jubilee Rovers FC
- LISCR Monrovia
- LPRC Oilers Monrovia
- Mighty Blue Angels FC
- Monrovia FC
- Monrovia Club Breweries
- Mighty Barrolle
- NPA Anchors
- Nimba FC
- Nimba United
- UMC Roots
- Watanga FC

## Mistrzowie
| - 1956: nieznany - 1957: nieznany - 1958: nieznany - 1959: nieznany - 1960: nieznany - 1961: nieznany - 1962: nieznany - 1963: Invincible Eleven Monrovia - 1964: Invincible Eleven Monrovia - 1965: Invincible Eleven Monrovia - 1966: Invincible Eleven Monrovia - 1967: Mighty Barrolle Monrovia - 1968: nie rozgrywano - 1969: nie rozgrywano - 1970: nie rozgrywano - 1971: nie rozgrywano - 1972: Mighty Barrolle Monrovia - 1973: Mighty Barrolle Monrovia - 1974: Mighty Barrolle Monrovia |  | - 1975: nie rozgrywano - 1976: Saint Joseph Warriors Monrovia - 1977: nie rozgrywano - 1978: Saint Joseph Warriors Monrovia - 1979: Saint Joseph Warriors Monrovia - 1980: Invincible Eleven Monrovia - 1981: Invincible Eleven Monrovia - 1982: nie rozgrywano - 1983: Invincible Eleven Monrovia - 1984: Invincible Eleven Monrovia - 1985: Invincible Eleven Monrovia - 1986: Mighty Barrolle Monrovia - 1987: Invincible Eleven Monrovia - 1988: Mighty Barrolle Monrovia - 1989: Mighty Barrolle Monrovia - 1990: nie rozgrywano - 1991: LPRC Oilers Monrovia - 1992: LPRC Oilers Monrovia - 1993: Mighty Barrolle Monrovia |  | - 1994: NPA Anchors - 1995: Mighty Barrolle Monrovia - 1996: Junior Professional Monrovia - 1997: Invincible Eleven Monrovia - 1998: Invincible Eleven Monrovia - 1999: LPRC Oilers Monrovia - 2000: Mighty Barrolle Monrovia - 2001: Mighty Barrolle Monrovia - 2002: LPRC Oilers Monrovia - 2003: nie dokończono - 2004: Mighty Barrolle Monrovia - 2005: LPRC Oilers Monrovia - 2006: Mighty Barrolle Monrovia - 2007: Invincible Eleven Monrovia - 2008: Monrovia Black Star - 2009: Mighty Barrolle Monrovia - 2010/2011: nieznany |

## Podsumowanie
| Klub                           | Liczba tytułów | Ostatni tytuł |
| ------------------------------ | -------------- | ------------- |
| Mighty Barrolle Monrovia       | 13             | 2009          |
| Invincible Eleven Monrovia     | 13             | 2007          |
| LPRC Oilers Monrovia           | 5              | 2005          |
| Saint Joseph Warriors Monrovia | 3              | 1979          |
| NPA Anchors                    | 1              | 1994          |
| Black Star Monrovia            | 1              | 2008          |
| Junior Professional Monrovia   | 1              | 1996          |